# Pam Casale
Pamela Casale-Telford, detta Pam (Camden, 20 dicembre 1963), è un'ex tennista statunitense.

## Carriera
In carriera ha raggiunto quattro finali nel singolare e una nel doppio. Nei tornei del Grande Slam ha ottenuto il suo miglior risultato raggiungendo il quarto turno nel singolare all'Open di Francia nel 1982 e nel 1986.

## Statistiche

### Singolare

#### Finali perse (4)
| Numero | Anno            | Torneo                                       | Superficie | Avversaria in finale | Punteggio     |
| 1.     | 30 agosto 1981  | WTA New Jersey, Mahwah                       | Cemento    | Hana Mandlíková      | 2-6, 6-7      |
| 2.     | 24 ottobre 1981 | Japan Open Tennis Championships, Tokyo       | Cemento    | Marie Neumannová     | 6-2, 4-6, 1-6 |
| 3.     | 3 febbraio 1985 | WTA Marco Island, Marco Island               | Cemento    | Bonnie Gadusek       | 3-6, 4-6      |
| 4.     | 13 ottobre 1985 | Virginia Slims of Indianapolis, Indianapolis | Cemento    | Bonnie Gadusek       | 0-6, 3-6      |

### Doppio

#### Finali perse (1)
| Numero | Anno             | Torneo                              | Superficie | Compagna         | Avversarie in finale       | Punteggio     |
| 1.     | 13 novembre 1983 | Maybelline Classic, Deerfield Beach | Cemento    | Mary Lou Daniels | Bonnie Gadusek Wendy White | 1-6, 6-3, 3-6 |